# Amauropsis subperforata
Amauropsis subperforata là một deepwater loài của ốc biển, là động vật thân mềm chân bụng sống ở biển trong họ Naticidae.